# Білоус Володимир Іванович
Володимир Іванович Білоус (22 січня 1948, с. Оболонь Оболонського р-ну Полтавської обл. – 28 грудня 2003, Полтава) – скульптор, заслужений художник України (2001).

## Біографія
Володимир Білоус народився в с. Оболонь 1948 року. Закінчив Миргородський керамічний технікум (1968; викладачі Л. Статкевич, Т. Мірошниченко) та Львівський інститут прикладного та декоративного мистецтва (1973; викладачі І. Якунін, В. Борисенко, Д. Крвавич, З. Флінта). 1975 –77 рр. – художник творчої лабораторії Полтавського фарфорового заводу; 1977 – 91 – скульптор Полтавського художньо-виробничого комбінату; 1991 – 98 – головний художник Полтавського фарфорового заводу. Від 1998 – викладач, доцент кафедри образотворчого мистецтва Полтавського технічного університету.
Основні напрями творчості – монументальна та декоративна скульптура. Учасник міських (від 1970), всеукраїнських (від 1974), зарубіжних (м. Велико-Тирново, Болгарія, 1976; м. Лос-Анджелес, США, 1977; м. Кошалін, Польща, 1980) виставок. Твори зберігаються у Полтавському краєзнавчому музеї, Літературно-меморіальному музеї Панаса Мирного у Полтаві, Державному музеї-заповіднику «Поле Полтавської битви», Полтавському художньому музеї (галереї мистецтв), у фондах Дирекції художніх виставок, Міністерства культури і мистецтв України.
Член НСХУ (1979).
В. І. Білоус був заступником голови обласної організації Спілки художників,  членом  правління, головою обласної художньої ради; членом правління Полтавського обласного  відділення  Українського  фонду  культури.  Працював у малій пластиці, монументальній та декоративній скульптурі, медальєрному мистецтві. Є автором більше ста пам’ятників,  декоративних  скульптур  та  меморіальних дошок, музейних експозицій у Полтавському регіоні. В останні роки свого життя викладав у Полтавському технічному університеті на кафедрі архітектури.

## Нагороди
Обласна комсомольська премія ім. П. Артеменка (1978).

## Твори
пам’ятники – Т. Шевченкові (1989, м. Гребінка Полтавської обл., арх. О. Охріменко); «Загиблим лікарям та медсестрам Полтавської обласної лікарні для психічно хворих людей» (1989, арх. Є. Ширай), «Загиблим українським козакам» (1994, у співавт., арх. В. Шевченко, художником Віктором Батурином), обидва – у Полтаві; поетові В. Самійленку (1995, с. Великі Сорочинці Миргородського району Полтавської обл., арх. В. Вадимов); «Жертвам Чорнобильської катастрофи» (1996, арх. М. Юхименко), вченому Ю. Кондратюку (1997, арх. М. Калінін), обидва – у Полтаві; мемор. дошки А. Макаренкові, Ю. Кондратюку, В. Сухомлинському, В. Верховинцю (всі – на будівлях Полтавського педагогічного університету, 1982); меморіальна дошка Леоніду Позену (1990, с. Оболонь, з 2000-х зберігається в приміщенні будинку Оболонських-Позенів); пам’ятні знаки – акад. М. Остроградському (1986, с. Пашенівка Козельщинського р-ну Полтавської обл., арх. Ф. Квас), М. Грушевському (2001, смт Гоголеве Полтавської обл.), Т. Шевченку (2002, смт Кобеляки Полтавської обл.), обидва – арх. Е. Ширай; фігурна композиція «Архістратиг Михаїл» (1999, Полтава, у співавт., арх. В. Шевченко); порцелянові статуетки – «Псьол і Ворскла» (1977), «Віночок», «Журавка», «На Івана Купала» (всі – 1992).

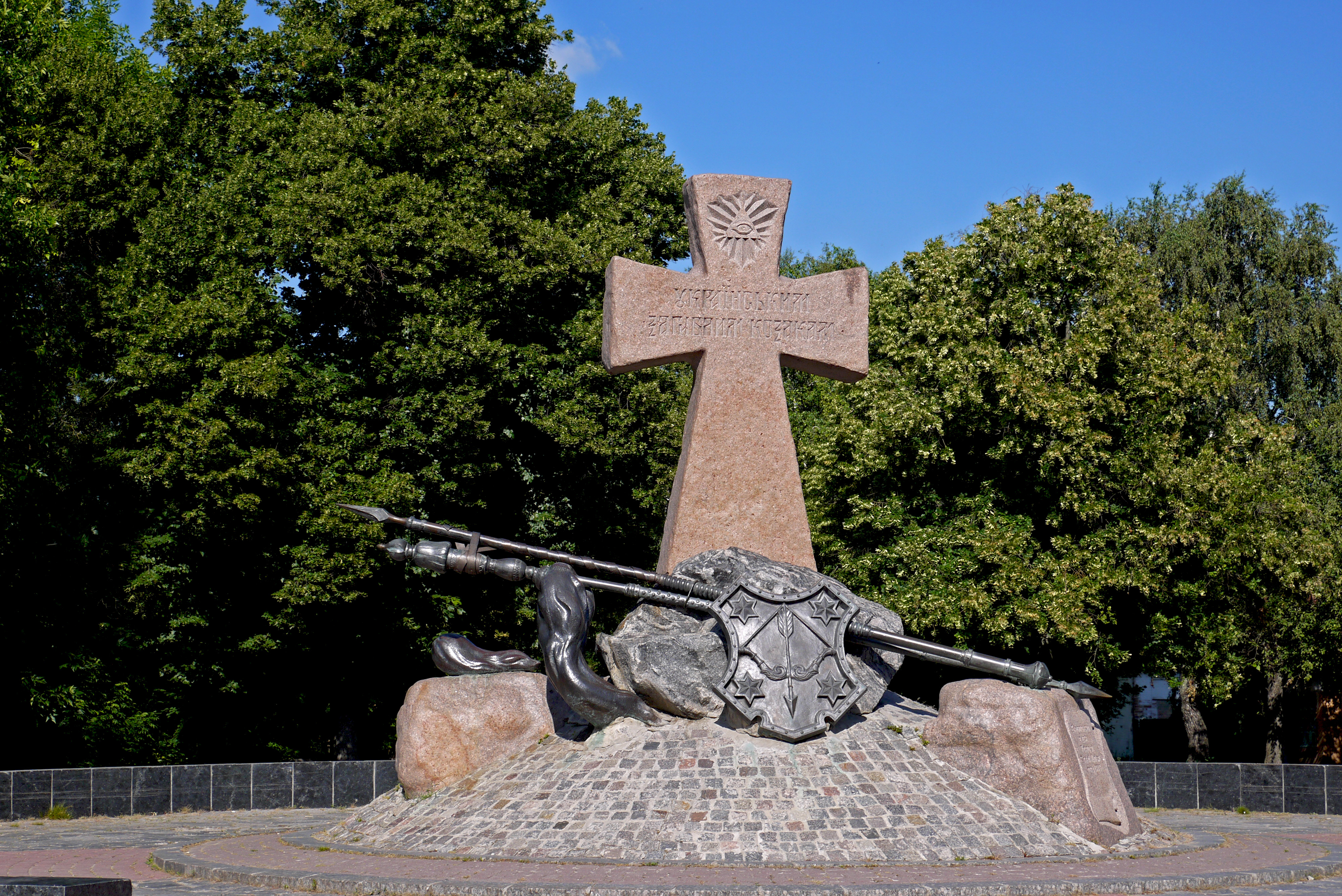
Пам'ятник загиблим українським козакам (Полтава, 1994)
Пам'ятник Юрію Кондратюку (Полтава, 1997)